# 关庙镇 (临泉县)
关庙镇，是中华人民共和国安徽省阜阳市临泉县下辖的一个乡镇级行政单位。

## 行政区划
关庙镇下辖以下地区：
关庙村、彭马庄村、毛明村、河坡村、杨楼村、刘大楼村、大魏营村、范庄村、刘老家村、韩营村、茶棚村和大张庄村。